# Плоти
Плоти (пољ. Płoty) је град у Пољској у Војводству Западно Поморје у Повјату грифицком. Према попису становништва из 2011. у граду је живело 4.114 становника.

## Становништво
Према прелиминарним подацима са пописа, у граду је 2011. живело 4.114 становника.
| 2002. | 2011. | 2012. |
| ----- | ----- | ----- |
| 4.134 | 4.114 | 4.080 |

## Партнерски градови
- Нибил